# Verhnea Lukavîțea, Strîi
Verhnea Lukavîțea (în ucraineană Верхня Лукавиця) este un sat în comuna Dolișna din raionul Strîi, regiunea Liov, Ucraina.

## Demografie
Componența lingvistică a localității Verhnea Lukavîțea
     Ucraineană (99,75%)
     Alte limbi (0,25%)
Conform recensământului din 2001, majoritatea populației localității Verhnea Lukavîțea era vorbitoare de ucraineană (99,75%), existând în minoritate și vorbitori de alte limbi.